# Єфанов Руслан Сергійович
Руслан Сергійович Єфанов (нар. 5 травня 1996, Макіївка, Донецька область, Україна) — український футболіст, воротар долинського «Альянсу».

## Клубна кар'єра
Народився 5 травня 1996 року в місті Макіївка, Донецька область. Вихованець молодіжної академії «Шахтаря», у футболці якого з 2008 по 2012 рік виступав у ДЮФЛУ. На початку липня 2012 року переведений до юнацької команди «гірників», але грав дуже рідко. На початку сезону 2014/15 років заявлений за «Шахтар-3». У футболці третьої команди донецького клубу дебютував 25 липня 2014 року в програному (0:1) виїзному поєдинку 1-го туру Другої ліги України проти білоцерківського «Арсеналу». Руслан вийшов на поле в стартовому складі та відіграв увесь матч. У першій половині сезону 2014/15 років зіграв 6 матчів у Другій лізі України. У складі юнацької команди «Шахтаря» взяв участь в Юнацькій лізі УЄФА, в якій дебютував 10 грудня 2014 року в нічийному (1:1) виїзному поєдинку 6-го туру проти «Порту». Єфанов вийшов на поле в стартовому складі та відіграв увесь матч. «Шахтар» у вище вказаному турнірі дійшов до фіналу, а Руслан Єфанов був у цій команді другим воротарем. У сезоні 2014/15 років також виступав з юнацьку та молодіжну команду «Шахтаря» (по з зіграні матчі). Після цього до завершення сезону 2017/18 років перебував у заявці молодіжки «гірників», але не зіграв за неї жодного матчу. На початку вересня 2019 року виїхав до Німеччини, де став гравцем одного з аматорських клубів.
Наприкінці лютого 2020 року підсилив «Альянс». У футболці долинського клубу дебютував 29 серпня цього ж року в переможному (2:0) домашньому поєдинку кубку України проти харківського «Металіста 1925». Руслан вийшов на поле в стартовому складі та відіграв увесь матч. У Першій лізі України дебютував за «Альянс» 31 жовтня 2020 року в програному (0:1) домашньому поєдинку 10-го туру проти «Гірника-Спорту». Єфанов вийшов на поле в стартовому складі та відіграв увесь матч.

## Кар'єра в збірній
У серпні 2013 року отримав свій перший виклик до юнацької збірної України (U-18). У футболці юнацької збірної України дебютував 17 жовтня 2013 року в переможному (2:0) товариському матчі проти однолітків з Норвегії. З 2013 по 2014 рік провів з поєдинки за збірну України.

## Досягнення
«Шахтар» (Донецьк)
- Юнацький чемпіонат України
  -  Чемпіон (1): 2014/15

- Юнацька ліга УЄФА
  -  Фіналіст (1): 2014/15